# Pristimantis cuentasi
Pristimantis cuentasi é uma espécie de anura  da família Craugastoridae.
Pode ser encontrada nos seguintes países: Colômbia e possivelmente em Venezuela.
Está ameaçada por perda de habitat.